# 감미인생
감미인생(중국어 정체자: 甘味人生, 병음: Gānwèirénshēng, 영어: Taste of Life)은 2015년 7월 28일부터 2017년 6월 14일까지 SET 타이완 채널에서 방송한 드라마이다.

## 등장 인물
- 왕스셴: 자오신다(趙信達) 역
- 리옌: 천이쉬안(陳怡萱), 장장하오(江姜好) 역
- 천페이치: 장첸첸(江茜茜), 판첸첸(潘茜茜) 역
- 한위: 양쯔신(楊子欣) 역
- 린유싱: 자융쥔(賈勇俊), 다이융쥔(戴勇俊) 역
- 리량진: 자오리쥐안(趙麗娟) 역
- 셰청쥔: 가오커웨이(高克威) 역
- 린원이: 옌차오링(顏巧苓) 역
- 천관린: 리자량(李嘉亮). 주거위(諸葛譽) 역
- 장훙언: 스다린(史達林), 다이다린(戴達林) 역
- 셰쭈우: 추쿠이산(邱奎山) 역
- 장궈빈: 장다퉁(江大通), 장다진(江大金) 역
- 왕위제: 왕러러(王樂樂), 추러러(邱樂樂) 역
- 천위펑: 리자밍(李嘉明), 허자밍(何嘉明) 역
- 유스징: 웡메이지(翁美姬) 역
- 우완쥔: 안천시(安晨希), 천이메이(陳亦湄) 역
- 랴오쥔: 자오쥐차이(趙居財) 역
- 팡원린: 리진슈(李錦繡)
- 황원싱: 자오시둬(趙喜多) 역
- 왕칭: 류야린(劉雅琳) 역
- 우링산: 주훠루(朱火爐), 장훠루(張火爐) 역